# Évolution territoriale du Danemark
Cet article est une chronologie de l'évolution territoriale du Danemark, listant les modifications de la géographie politique de ce pays.

## Chronologie

### De la fin de l'union de Kalmar aux guerres napoléoniennes
1620Fondation de Fort Dansborg à Tranquebar, première implantation de l'Inde danoise.
13 août 1645Traité de Brömsebro : vaincu par la Suède durant la guerre de Torstenson, le Danemark doit lui céder le Jämtland, le Härjedalen et l'Älvdalen, les îles de Gotland et d'Ösel, ainsi que le Halland pour une durée de trente ans.
26 février 1658Traité de Roskilde : le Danemark cède à la Suède la Scanie, le Blekinge, le Bohuslän, le Trøndelag et le Halland (sans limite de temps cette fois-ci), ainsi que l'île de Bornholm.
1658Prise de la place forte suédoise de Fort Christiansborg, en Côte-de-l'Or.
6 juin 1660Traité de Copenhague : le Danemark récupère le Trøndelag et Bornholm.
1672La Compagnie danoise des Indes occidentales et de Guinée étend son contrôle sur l'île de Saint-Thomas (Sankt Thomas).
1718L'île de Saint-Jean (Sankt Jan) est colonisée par la Compagnie danoise des Indes occidentales et de Guinée.
13 juin 1733La Compagnie danoise des Indes occidentales et de Guinée rachète l'île de Sainte-Croix (Sankt Croix) à la France.
1754La couronne danoise rachète les îles de Sainte-Croix, Saint-Jean et Saint-Thomas, qui deviennent la colonie royale des Indes occidentales danoises. Début de la colonisation des îles Nicobar (Frederiksøerne).
1755Ouverture d'un comptoir à Serampore (Frederiksnagore).
1763Ouverture d'un comptoir à Balasore.
1779La couronne danoise rachète les places détenues par la Compagnie danoise des Indes orientales.

### Question du Schleswig-Holstein

Carte géopolitique du Jutland en 1814 :
Jutland du Nord, partie du royaume du Danemark
Vendsyssel-Thy, partie du Jutland du Nord devenue une île à la suite d'une inondation en 1825.
Jutland du Sud / Schleswig du Nord, partie du duché de Schleswig du XIIIe siècle à 1864 ; allemand de 1864 à 1920 ; danois depuis 1920
Schleswig du Sud, partie du duché de Schleswig du XIIIe siècle à 1864 ; allemand depuis 1864
Duché de Holstein

14 janvier 1814Traité de Kiel : dissolution du royaume du Danemark et de Norvège. Le royaume du Danemark est alors constitué de sa partie continentale sur le Jutland, des îles proches, des îles Féroé, de l'Islande et des colonies (Groenland, Indes occidentales danoises, Inde danoise, Côte-de-l'Or danoise). En échange de la Norvège, la Suède doit céder la Poméranie suédoise au Danemark ; la Norvège ayant déclaré son indépendance, cette cession n'a pas lieu.
7 juin 1814Congrès de Vienne : la Norvège et la Suède forment l'union entre la Suède et la Norvège, tandis que la Poméranie suédoise revient à la Prusse. Sur le continent européen :
- le Jutland au nord de la Kongeå (en), le Jutland du Nord, fait partie du royaume du Danemark ;
- le Jutland au sud de la Kongeå et au nord de l'Eider, le Jutland du Sud, forme le duché de Schleswig, fief de la couronne danoise ;
- au sud de l'Eider et au nord de l'Elbe, le duché de Holstein est également vassal de la couronne danoise, mais fait néanmoins partie de la Confédération germanique ;
- le duché de Saxe-Lauenbourg est un État membre de la Confédération germanique gouverné en union personnelle par le roi du Danemark.

Cette configuration géopolitique provoque au XIXe siècle la question du Schleswig-Holstein (en) : le mouvement germanophone demandant la séparation du Danemark et l'intégration du Schleswig germanophone à la Confédération germanique, le mouvement danophone exigeant de son côté le rattachement pur et simple du Schleswig et du Holstein au Danemark.
1839Frederiksnagore (actuelle Serampore), comptoir danois en Inde, est vendu au Royaume-Uni.
7 novembre 1845Tranquebar et les comptoirs restants de l'Inde danoise sont vendus au Royaume-Uni.
24 mars 1848proclamation d'un gouvernement provisoire à Kiel, capitale du duché de Holstein, perçue comme un acte de rébellion par le gouvernement danois. Les interventions danoises et austro-prussiennes conduisent à la Première guerre de Schleswig.
30 mars 1850la Côte-de-l'Or danoise est vendue au Royaume-Uni, lequel l'incorpore dans la Côte-de-l'Or britannique.
8 mai 1852signature du protocole de Londres : les duchés de Schleswig, Holstein et Lauenburg restent en union personnelle avec le roi du Danemark.
1er février 1864à la suite de la nouvelle constitution du Schleswig, créant un parlement joint avec le Danemark, la Confédération germanique, menée par la Prusse et l'Autriche, envahit la péninsule, conduisant à la guerre des Duchés.
30 octobre 1864Traité de Vienne : fin de la guerre des Duchés. Le Danemark cède l'intégralité des duchés de Schleswig, Holstein et Lauenburg à l'Autriche et à la Prusse. Ceux-ci sont administrés par un condominium constitué de la Prusse et l'Autriche, le tout habilité par la Confédération germanique (après la guerre austro-prussienne de 1866, les trois duchés deviennent la propriété exclusive de la Prusse en 1867).
16 octobre 1868Les Frederiksøe (îles Nicobar) sont vendues au Royaume-Uni. Les îles étaient graduellement abandonnées depuis 1848.
31 mars 1917Les Indes occidentales danoises (Saint Thomas, Saint John et Sainte-Croix) sont vendues aux États-Unis, devenant ainsi les îles Vierges des États-Unis.
1er décembre 1918indépendance de l'Islande, qui devient le royaume d'Islande en union personnelle avec le Danemark.
10 février et 14 mars 1920Plébiscites du Schleswig, en vue de déterminer la frontière future entre l'Allemagne et le Danemark à travers l'ancien duché de Schleswig. Le Nord du Schleswig vote en faveur de son rattachement au Danemark, le Sud en faveur du maintien dans l'Allemagne.
15 juin 1920Rattachement du Schleswig du Nord au Danemark.

### Seconde Guerre mondiale
9 avril 1940Invasion du Danemark par le Troisième Reich. Les institutions danoises continuent toutefois à fonctionner à peu près normalement jusqu'en 1943, date à laquelle l'occupant allemand dissout le gouvernement.
12 avril 1940Occupation préventive des îles Féroé par le Royaume-Uni.
10 mai 1940Invasion de l'Islande par le Royaume-Uni.
9 avril 1941Henrik Kauffmann, ambassadeur du Danemark aux États-Unis, signe avec eux un traité les autorisant à défendre le Groenland et à y construire des bases militaires.
7 juillet 1941La défense de l'Islande est transférée aux États-Unis par le Royaume-Uni.
17 juin 1944L'Islande dissout son union avec le Danemark et proclame la république.
5 mai 1945Retrait des forces allemandes du Danemark. La plupart du pays est libéré par les forces britanniques, à l'exception du Bornholm, libéré par les forces soviétiques.
septembre 1945Fin de l'occupation britannique des îles Féroé.
5 avril 1946Fin de l'occupation soviétique du Bornholm.

### Après-guerre
14 septembre 1946Référendum d'autodétermination (en) aux îles Féroé, remporté à 50,74 % en faveur de l'indépendance. L'archipel proclame celle-ci le 18 septembre, mais cette déclaration est annulée par le Danemark le 20.
30 mars 1948Les îles Féroé obtiennent une autonomie large.
5 juin 1953Nouvelle constitution danoise ; le Groenland cesse d'être une colonie et devient une province danoise à part entière.
1er janvier 1973Le Danemark intègre la Communauté économique européenne.
17 janvier 1979Le Groenland devient autonome.
23 février 198253 % des Groenlandais se prononcent pour le retrait de la Communauté économique européenne, décision effective en 1985.
1er janvier 2007Réforme territoriale : les amter sont remplacées par les régions.